# Nikołaj Sandżyrow
Nikołaj Martynowicz Sandżyrow (ros. Николай Мартынович Санджиров; ur. 29 września 1921 w miejscowości Cagan-Nur obecnie w rejonie oktiabrskim w Kałmucji, zm. 18 sierpnia 1944 w Polsce) – radziecki wojskowy narodowości kałmuckiej, starszy porucznik, Bohater Związku Radzieckiego (1944).

## Życiorys
Urodził się w kałmuckiej rodzinie chłopskiej. Mieszkał z rodziną we wsi Sadki (obecnie w rejonie dubowskim w obwodzie wołgogradzkim), gdzie skończył szkołę podstawową, później w Dubowce, gdzie skończył szkołę 7-letnią. Pracował w kołchozie, 1938-1941 uczył się w szkole pedagogicznej w Dubowce, 15 lipca 1941 został powołany do Armii Czerwonej. W lutym 1942 ukończył czernihowską wojskową szkołę inżynieryjną ewakuowaną do Irkucka, od maja 1942 uczestniczył w wojnie z Niemcami, walcząc kolejno na Froncie Północno-Kaukaskim, Zakaukaskim, ponownie Północno-Kaukaskim, Stepowym, Woroneskim, 1 Ukraińskim, 2 i 1 Białoruskim. Szczególnie wyróżnił się podczas operacji sumsko-pryłuckiej i forsowaniu Dniepru w końcu września 1943 jako dowódca plutonu saperów 1 kompanii inżynieryjnej 91 samodzielnego batalionu inżynieryjnego 47 Armii 1 Frontu Ukraińskiego w stopniu starszego porucznika, w rejonie Kaniowa 28 września 1943 pracując na promie przy ewakuacji sprzętu, uzbrojenia i rannych. Zginął w walkach na terytorium Polski. Został pochowany na cmentarzu żołnierzy radzieckich w Siedlcach przy ul. Zielnej, gdzie na jego grobie postawiono pomnik. Jego imieniem nazwano ulicę w Dubowce i w jego rodzinnej miejscowości oraz szkołę w Sadkach i w Cagan-Nur.

## Odznaczenia
- Złota Gwiazda Bohatera Związku Radzieckiego (3 czerwca 1944)
- Order Lenina (3 czerwca 1944)
- Order Aleksandra Newskiego (14 lipca 1944)
- Order Czerwonej Gwiazdy (dwukrotnie, w tym 22 lutego 1943)

I medale.